# Otto Krone (Schauspieler)

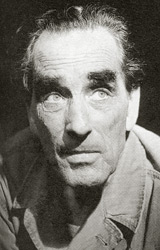
Otto Krone

Adolf Ernst Hans Werner Otto Krone (* 14. Juli 1898 in Hannover; † 19. März 1974 in West-Berlin) war ein deutscher Schauspieler mit Nachkriegskarriere bei der DEFA und ein Synchronsprecher.

## Leben
Er wurde 1898 in Hannover als zweiter von vier Söhnen des Bochumer AEG-Generaldirektors Max Krone geboren. 1914 meldete er sich im Alter von 16 Jahren freiwillig zur Marine und ging als Fähnrich zur See. Grund war die Zwangsverpflichtung seines volljährigen älteren Bruders, dem er nicht nachstehen wollte. Ende des Ersten Weltkriegs verließ er die Marine im Rang eines Oberleutnants zur See. Auf Wunsch des Vaters begann er eine Ausbildung zum Bankkaufmann.
Er merkte jedoch bald, dass er eine Neigung zum Schauspiel hat. Anfang der 1920er ging er von Berlin zurück nach Bochum, wo die Familie bis 1910 gewohnt hatte, und absolvierte im Bochumer Schauspielhaus unter Saladin Schmitt eine dramaturgische Ausbildung. Nach seinem Debüt in Bochum ging er wieder nach Berlin, dort arbeitete er an verschiedenen Bühnen und beim Film. Im Zweiten Weltkrieg wurde Krone erneut verpflichtet und zum Kapitänleutnant befördert. 
Nach dem Krieg arbeitete er unter anderem in Theatern in Aschersleben, Schwerin und Berlin, bevor er von 1954 bis 1961 ein Engagement am Potsdamer Hans-Otto-Theater erhielt. Während dieser Zeit stand er auch wieder vermehrt vor der Kamera. Zu seinen markantesten Rollen als Charakterdarsteller gehört die des Großbauern Palm in dem Zweiteiler Schlösser und Katen. Nach dem Mauerbau 1961 spielte er unter anderem in Theatern in Hamburg, Essen, Feuchtwangen, West-Berlin und Hof.  Er spielte unter anderem mit Michel Piccoli, Heinrich George und René Deltgen. Er arbeitete auch als Synchronsprecher, so sprach er z. B. 1940 den Erzähler in Der Dieb von Bagdad.

## Privates
Aus Otto Krones Krone erster Ehe stammte ein Sohn (* ca. 1930; im Krieg verschollen). Seiner zweiten Ehe mit Klara Margarethe Charlotte Formes entstammte ein weiterer Sohn, der als Baby starb.
In dritter Ehe war Krone mit Michaeline Reichert (1914–1986) verheiratet. Diese brachte einen Sohn (1937–2012) mit in die Ehe. Gemeinsam bekamen sie noch drei weitere Söhne, Thomas (1942–1990), Raimund (1946–2021) und Michael (* 1948), die ebenfalls Schauspieler wurden. 
Otto Krone starb 1974 in West-Berlin und wurde auf dem Friedhof Schmargendorf beigesetzt.

## Filmografie
- 1933: Non Stop nach Afrika (Kurzfilm)
- 1934: Die bunte Platte (Kurzfilm)
- 1934: Die Liebe siegt
- 1935: Warum lügt Fräulein Käthe?
- 1935: Verlieb Dich nicht am Bodensee
- 1937: Unternehmen Michael
- 1938: Kautschuk (uncredited)
- 1938: Pour le Mérite
- 1939: Die Hochzeitsreise
- 1940: Der Kleinstadtpoet
- 1950: Familie Benthin
- 1955: Star mit fremden Federn
- 1955: Ernst Thälmann – Führer seiner Klasse
- 1957: Schlösser und Katen
- 1958: Der Lotterieschwede
- 1959: Reifender Sommer
- 1959: Kabale und Liebe
- 1959: Fernsehpitaval: Der Fall Jakubowski (Fernsehreihe)
- 1960: Leute mit Flügeln
- 1960: Seilergasse 8
- 1960: Fernsehpitaval: Der Fall Dibelius – Schnoor
- 1961: Gewissen in Aufruhr (TV)

## Hörspiele
- 1955: Jan de Hartog: Schiff ohne Hafen (Bruinsma, Kapitän der „Amsterdam“) – Regie: Lothar Dutombé (Hörspiel – Rundfunk der DDR)